# 1996 YH2
1996 YH2 är en asteroid i huvudbältet som upptäcktes den 23 december 1996 av Beijing Schmidt CCD Asteroid Program vid Xinglong-observatoriet.
Asteroiden har en diameter på ungefär 5 kilometer.